# اس‌اس اوریانا (۱۹۵۹)
اس‌اس اوریانا (۱۹۵۹) (به انگلیسی: SS Oriana (1959)) یک کشتی بود که طول آن ۲۴۵٫۱ متر (۸۰۴ فوت) بود. این کشتی در سال ۱۹۵۹ ساخته شد.